# Garnotia arundinacea
Garnotia arundinacea är en gräsart som beskrevs av Joseph Dalton Hooker. Garnotia arundinacea ingår i släktet Garnotia och familjen gräs. Inga underarter finns listade i Catalogue of Life.